# دواب (ماجين)
دواب (بالفارسية: دواب) هي قرية تقع في إيران في قسم ماجين الريفي. يقدر عدد سكانها بـ 95 نسمة .